# آشير
مدينة آشير بالجزائر تقع في سفح جبل التيطري فوق سهل أو ربوة تطل على بلدية الكاف الأخضر الواقعة بالجنوب الشرقي لولاية المدية والتابعة لدائرة عين بوسيف، حيث تبعد عنها مسافة 15 كم، في الجهة الشمال شرقية لها على الطريق الوطني رقم 60. تقع المدينة جنوب شرق الجزائر العاصمة وتبعد عنها بحوالي 150 كلم. وتقع بمحاذاة جبل التيطري (الكاف الأخضر) الذي يبلغ ارتفاعه حوالي 1400 م عن مستوى سطح البحر.
يرجع فضل تأسيسها إلى زيري بن مناد الصنهاجي في 324هـ/936م ووقع اختيار مكانها لوفرة المياه وإطلالها على سفوح الجبال الدائرة بها، زارها رحالة وعلماء أجلاء كما كانت الحياة العلمية فيها رائجة، جلبت لها أشهر البنائين من أفريقيا والمسيلة. كما شيدت بها القصور والإقامات والحمامات نذكر منها قصر بنت السلطان الذي ما زالت بعض أطلاله شاهدة عليه. أجريت بها حفريات من 1950 إلى 1993 كشف النقاب عن كثير من الأسرار. وهي لحد الساعة موجودة اطلالها ومحروسة لكنها دون بحث أو اهتمام من طرف المختصين. وقد بنيت هذه المدينة قبل أن تبنى المدن الثلاث العاصمة ومليانة والمدية لان مؤسس العاصمة انطلق من اشير ليقيم العاصمة الحالية (الجزائر) واخوه توجه إلى بجاية ليؤسس مدينة بجاية.
ماعرفت به آشير من إستراتيجية الموقع وحصانتها الطبيعية وكونها نقطة وصل بين الشرق والغرب، من أفريقيا إلى تيهرت وعلى الطريق التي تصل تلمسان بالأوراس.جعلها عاصمة إستراتيجية لكونها منطقة آهلة بالحركة لكن طبيعتها قاسية ومسالكها وعرة.
بلغت مدينة آشير خلال الحكم الزيري درجة الذروة في الازدهار العلمي والاجتماعي، جذبت العلماء من كل جهة وقصدها الشعراء والرحالة من كامل الأمصار، كما شهدت الحياة الدينية والروحية إشعاعا فائقا.
عززت منطقة آشير تطورها وازدهارها لتصبح مركز إشعاع في  المغرب، وبعد زوال الحكم الزيري في القرن الحادي عشر حلت محلها شعوب ودول أخرى منها: الهلاليون والمرابطون بقيادة يوسف بن تاشفين، ثم الحفصيون في القرن الثاني عشر تحت قيادة أبو زكريا الحفصي على رأس جيش كبير ومجهز قاصدا المنطقة.
يمكن أن ترى منها جبال شفه للشمال وجبل ديرة وجبل كاف آفول ومدينة الشلالة شرقا.

## المدينة الأثرية آشير

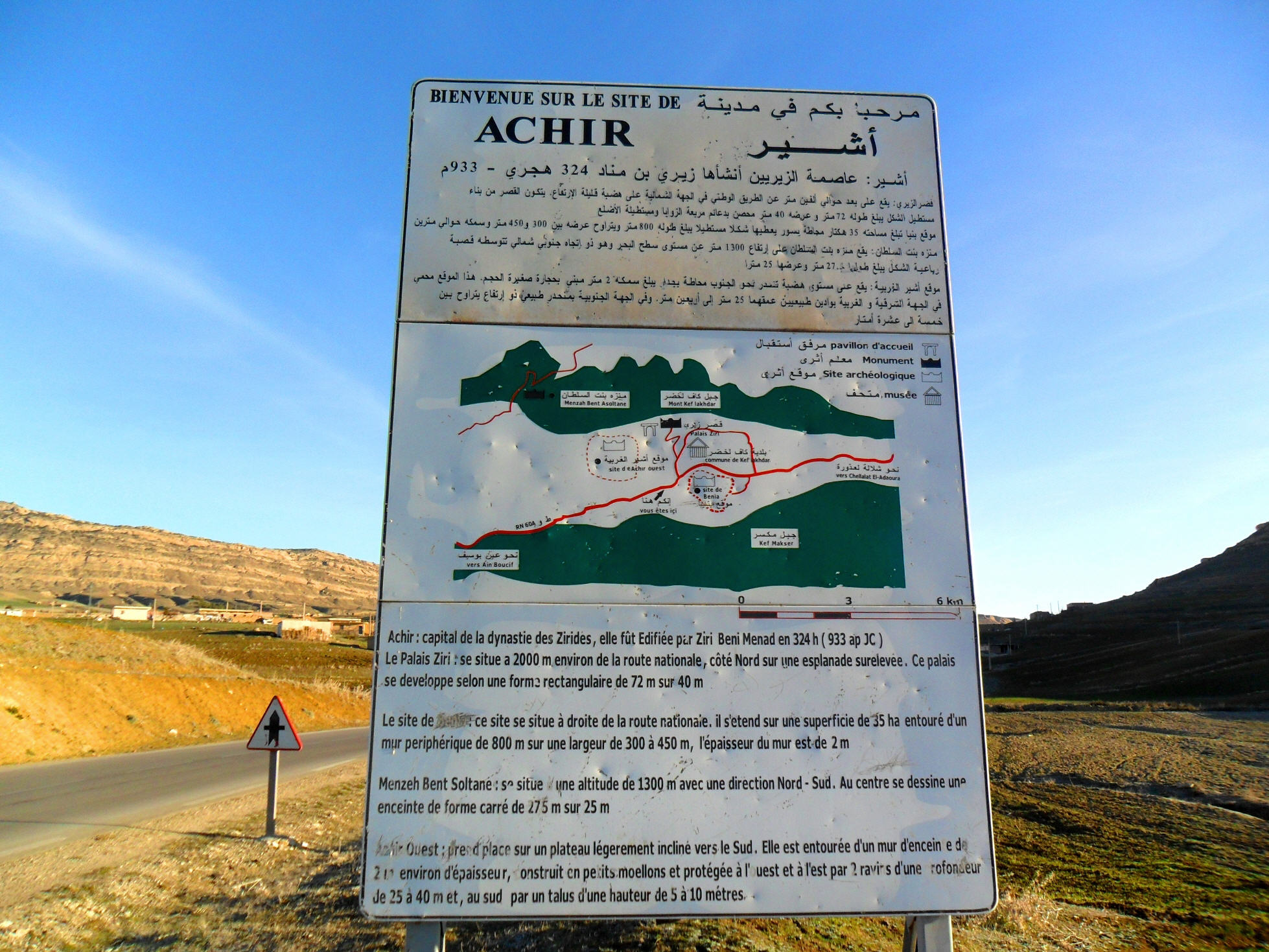
لافتة تريحيبية بمدينة آشير

تعد مدينة اشير من الحواضر التاريخية الهامة تستوجب الوقوف عندها لما لعبته من أدوار حضارية هامة ولعل الآثار المتبقية دليل على عمق واصالة المنطقة.
تقع مدينة أشير الأثرية بمنطقة الكاف الأخضر ناحية عين بوسيف ولاية المدية، تم تأسيسها على يد زيري بن مناد عام 324/ه الموافق 939م.و يعود الفضل في تسليمه زمام مقاليد الحكم إلى الخليفة الفاطمي الذي سمح له بتدعيم سلطانه فوقع اختياره على مدينة اشير لتكون عاصمة مملكته التي كانت حصنا منيعا ومستودعا للعدة كما كانت تزخر بثروات هائلة.. اكتفى مؤسس الدولة الزيرية بمساحة قليلة في أعلى صخرة... ثم بدا يوسع مملكته شيئا فشيئا إلى أن بسط نفوده على مساحة فسيحة تفوق 35 هكتارا غير أن أغلب المؤرخين يؤكدون أن بناء مدينة أشير مر بمراحل ثلاث: أولها اختيار موقع وتلاه بناء الاسوار وفي المرحلة الثالثة والأخيرة شيدت فيها القصور والحمامات لتصبح مدينة اشير عاصمة مند القرن العاشر تدار فيها شؤون المغرب الأوسط من خلال قلعتها وحصنها المنيع ’
وفي هذا العهد امسك السلطان زيري زمام الحكم بيد من حديد وضربت السكة باسمه كما عرفت ذات الفترة...توافد العديد من الامراء الذين لم يفارقوها الا في فترة المتقطعة.... فمند اقامتهم لم تنقل عائلاتهم إلى مملكتهم دفعة واحدة بل

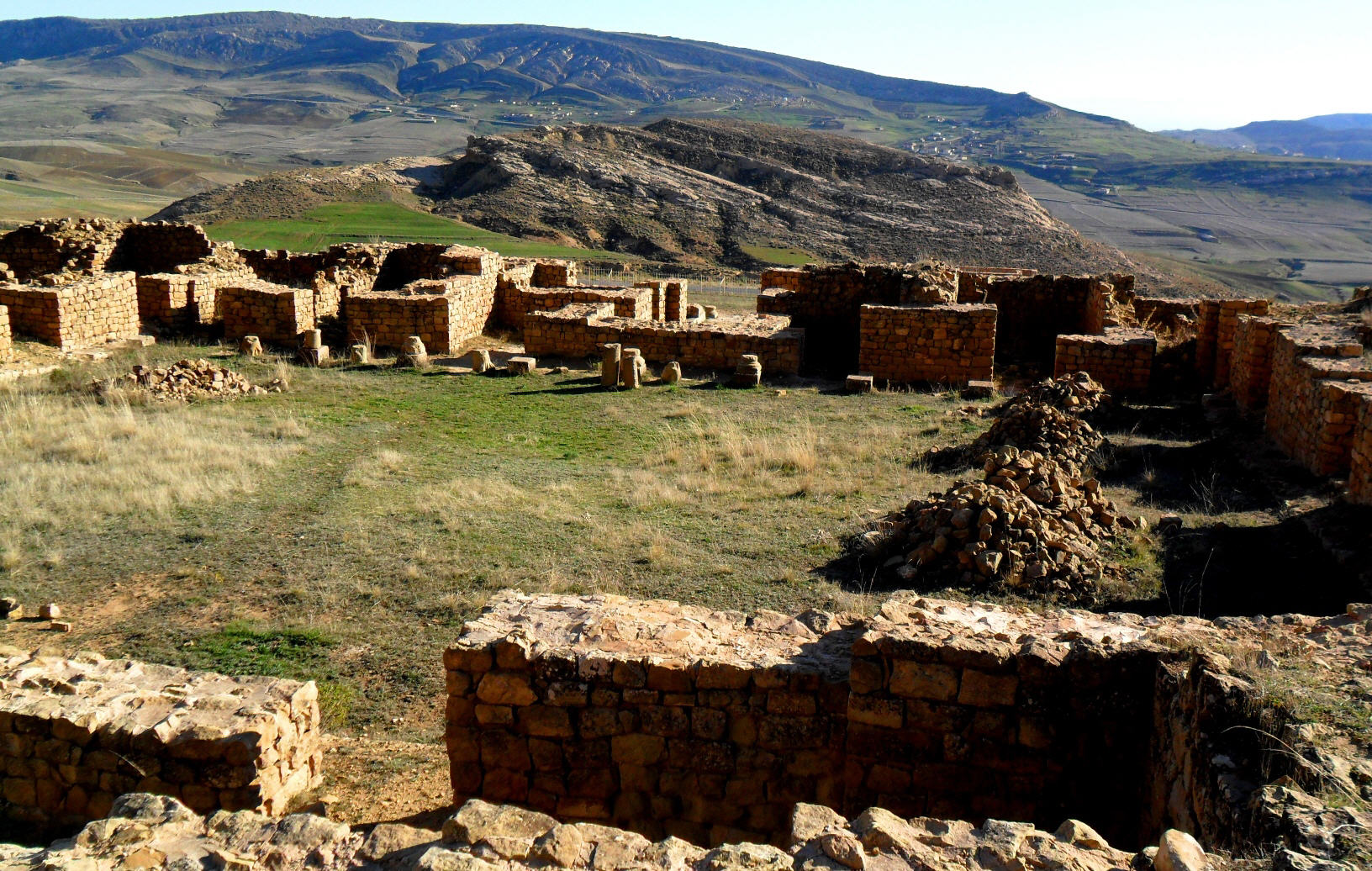
اثار مدينة اشير

تمت على مراحل والملاحظ ان منطقة اشير لم تعرف الثقافة والازدهار الاجتماعي طريقا لها في عهد زيري بن مناد عند بنائه لمدينة اشير الاثرية التي كانت حصنا منيعا وقفت بوجه الغزاة والاجانب الطامعين. كانت هناك حضارة مزدهرة في جميع المجالات الاجتماعية والسياسية والثقافية ميزت الرقعة الجغرافية «الكاف الأخضر» والتي تزخر بوجود الحفريات التي تعد خير شاهد على الازدهار فآثار القصر الزيري مازالت قائمة إلى يومنا هدا... خاصة وأن زيري حرص على نقل سكان مدن أخرى اليها واستقطب حتى الفنانين والبنائين من المدن المجاورة حيث احاطوها باسوار عريضة مما جعلها تمتاز بموقع جغرافي ممتاز تتحكم في جميع الطرق الرابطة بين السواحل والجبال وتراقب جل السهول ونظرا لعراقتها واصولها التاريخية وذكر اثارها في العديد من المؤلفات جاء ذكر تنقل سكان أمصار أخرى إلى مدينة أشير لتعميرها في كتاب «العبر» ابن خلدون ثم بلغه...أن زناته اجتمعوا في تلمسان فرحل إليهم فهربوا ونزل على المدينة فحاصرها حتى رضخ أهلها إلى حكمه ونقلهم إلى أشير التي اشتهرت بالفقهاء والعلماء من بينهم:أبو عمران الاشيري.... والحديث عن مكانة أشير تجرنا للحديث عن العلامة ابن خلدون الذي اختار إحدى قلاعها للإقامة والتفرغ للتأليف كما نزل بها المهدي ابن تومرت أثناء عودته من ملالة إلى المغرب ونذكر على سبيل المثال: ابن حوقل والادريسي...و بقيت مدينة أشير قبلة العلماء والفقهاء لمدة... وفي اطار الاهتمام بالمعالم الأثرية تم تصنيف أشير كمعلم أثري حيث تم وضع سياج لحماية الآثار والقيام ببعض الترميمات.

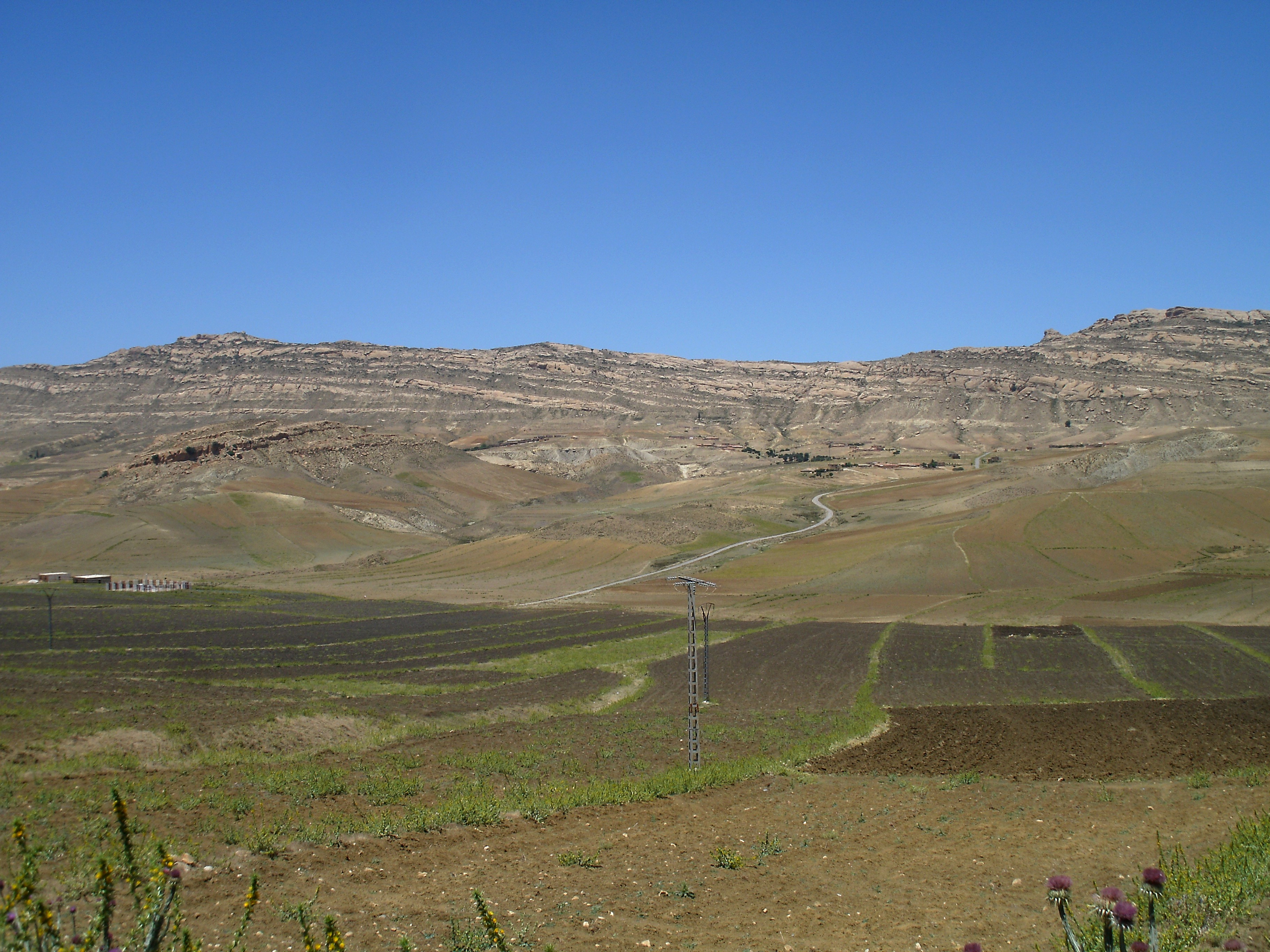
الكاف الأخضر، موقع آشير
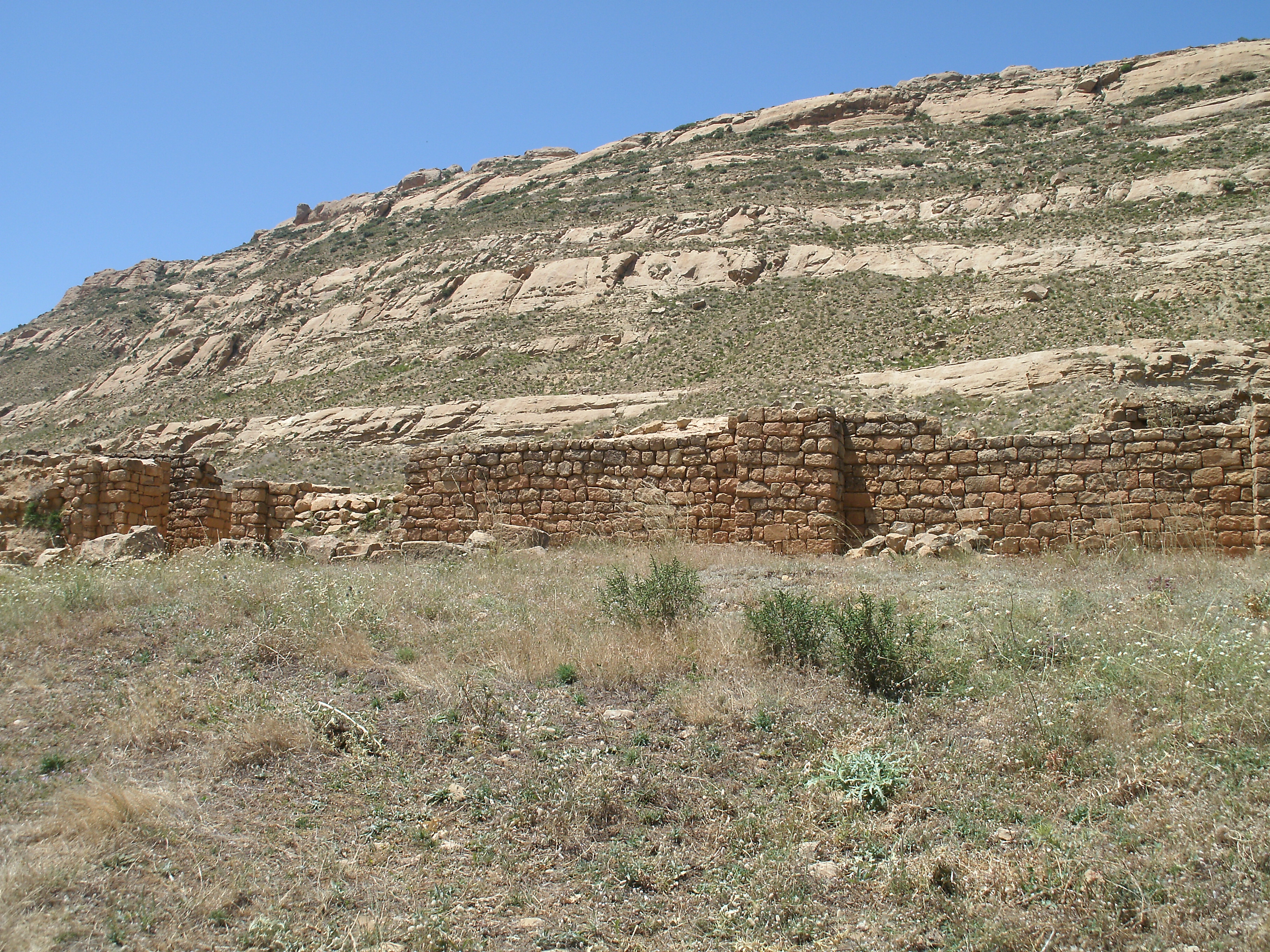
أسوار قصر الزيري في آشير
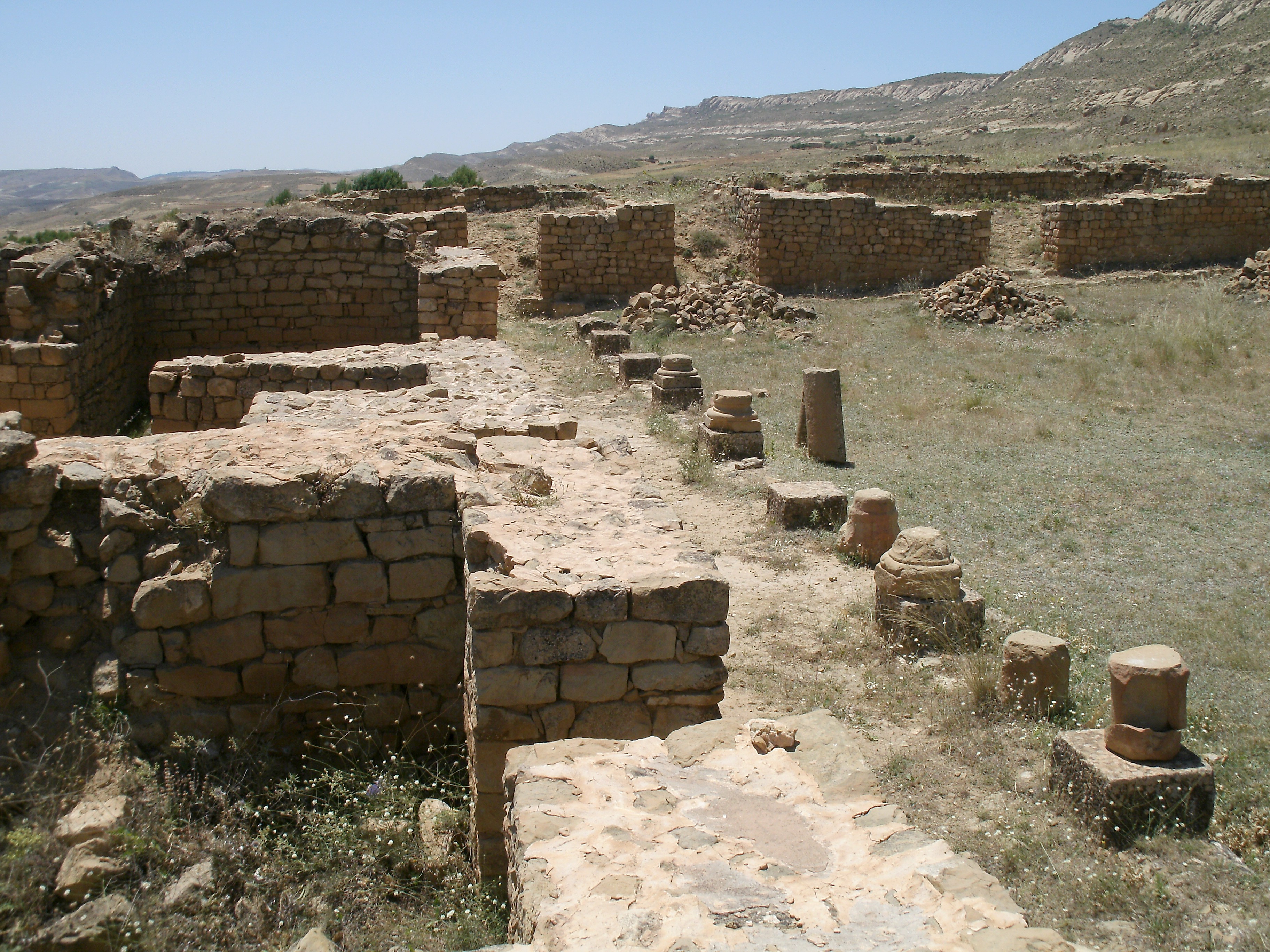
آشير، عاصمة الزيريين في القرن العاشر
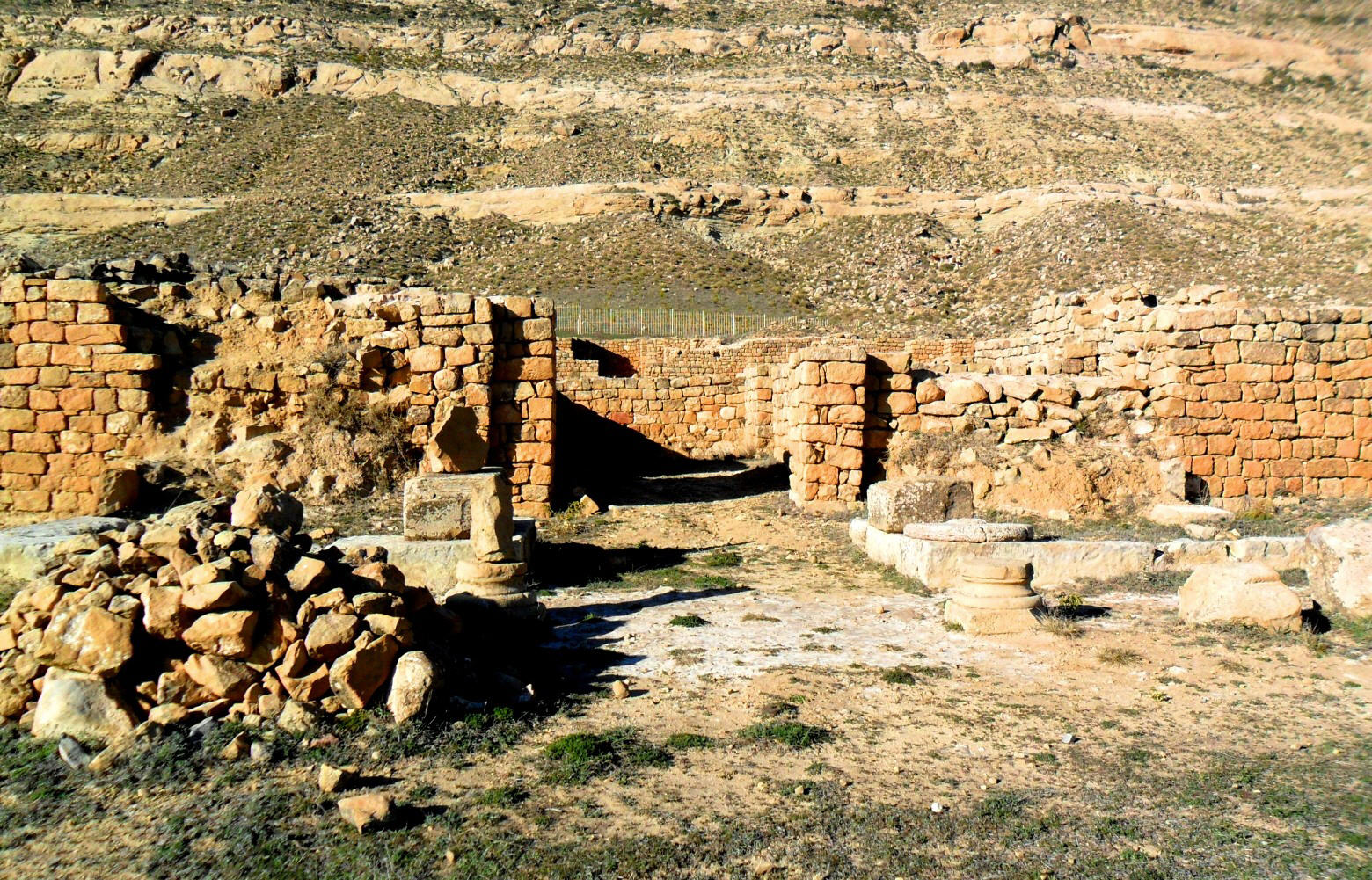
آثار

## آشير عاصمة بني زيري

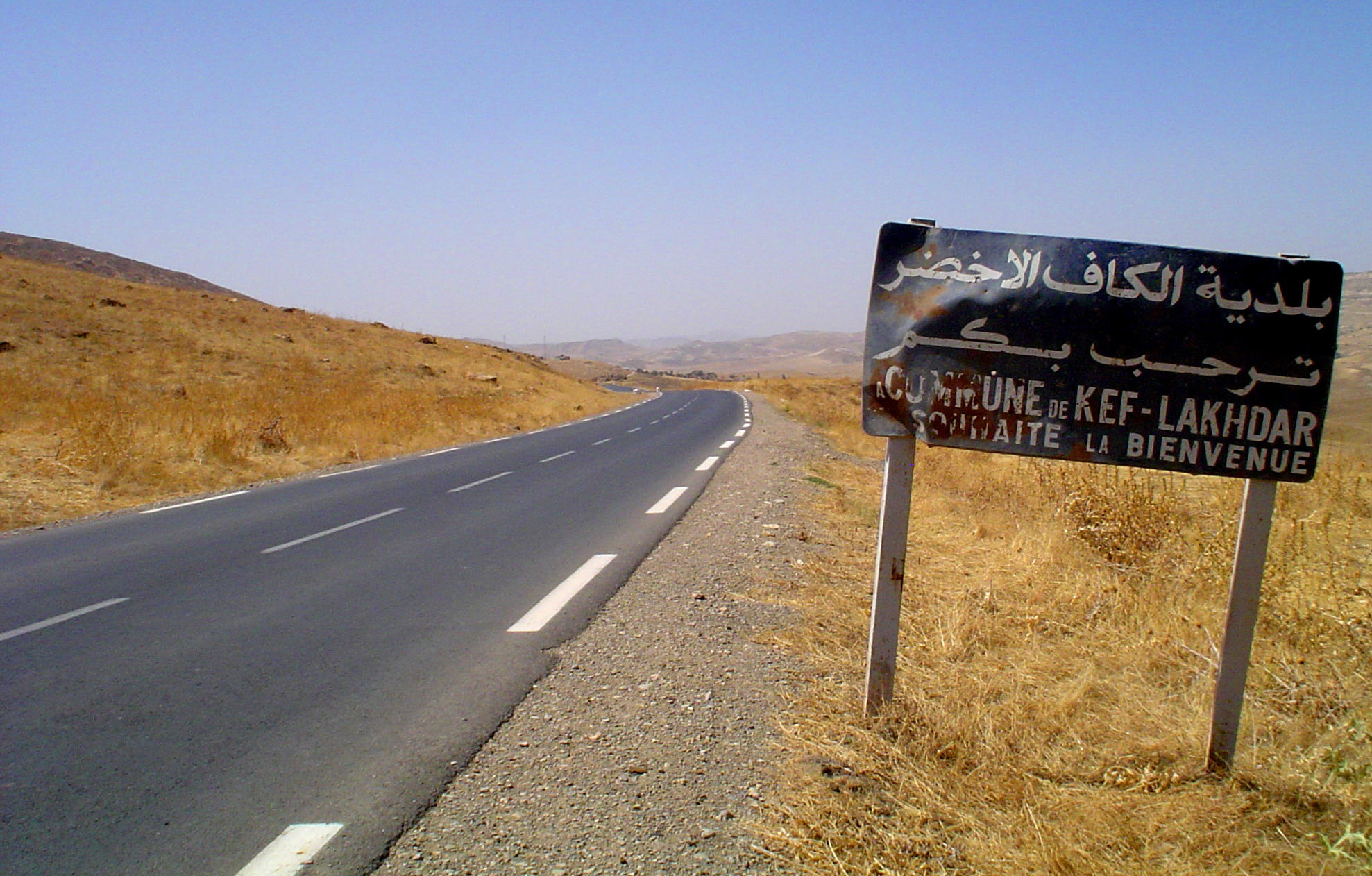
الطريق المؤدية لبلدية الكاف لخضر

يذكر ان بلقين بن زيري بعد ذهاب الفاطميين من تونس وتاميرهم له على أفريقية أتاه الخبر عن تاهرت أن أهلها قد عصوا وخالفوا وأخرجوا عامله فرحل إلى تاهرت فقاتلها فظفر بأهلها ودمرها فأتاه الخبر بها أن زناتة قد نزلوا على تلمسان فرحل إليهم فهربوا منه وأقام على تلمسان فحصرها مدة ثم نزلوا على حكمه فعفا عنهم إلا أنه نقلهم إلى مدينة أشير فبنوا عندها مدينة سموها تلمسان.
جميع المباني التي تشكل القلعة التي بنيت في جميع الاحتمالات، في الوقت نفسه أن مدينتي أشير والبنية (بلدية الكاف الأخضر حاليا) والذين هم في نفس المنطقة.
أشير في الجهة الجنوبية من الكاف الأخضر والبنية جنوب اشير ولا تفصل المسافة بينهما سوى 500 م.
هذه الأخيرة تحتل المنحدرات إلى الشمال الغربي من جبل الكاف الأخضر الذي يشكل واسعة في هضبة تطل على وادي الحود.
في الماضي المدن الثلاث هي ذات صلة وربما لنفس الفترة.
وهي أنقاض (أشير) و (البنية) وتشهد هذه المدن التي كانت مزدهرة وعدد السكان والتقييم من السكان لا يمكن أن يتم على وجه الدقة إذا ما وضع في الاعتبار أن الأشخاص الذين كانوا تقتصر على داخل أسوار محصنة.
العديد من الخرائب وعزل المجموعة التي يتم العثور عليها في أنحاء الجدران داخل دائرة نصف قطرها عدة كيلومترات، وتبين أن هذه المدن والضواحي التي كانت تحيط بها المزارع والحدائق.
وتدعى القلعة المنزه بنت السلطان تحتل كامل أعلى قمة جبل صخري طفيفة في الضواحي بالأرض التي هي، تقريبا في جميع أنحاء المنطقة المحيطة، وعرة وغير سالكة.
على الحصول على بعض النقاط التي كان من الممكن تحصينات ملأت الفجوات التي تركت الطبيعة.
المنزه بنت السلطان الموجهة نحو الجنوب إلى الشمال، ويميل قليلا نحو الشرق من ارتفاع يبلغ نحو 1 300 م هو عمودي على الارتفاعات المتطاولة من الكاف الأخضر واضح عن الكتلة الرئيسية، وهي أعلى بنحو 150 مترا في المتوسط.
موقفه بصراحة دفاعية يقودها تخفيضات كبيرة في الشمال والغرب والشرق، ولكنه أقل وضوحا في الجنوب.يمكن أن ترى منها جبال شفه للشمال وجبل ديرة وجبل كاف آفول ومدينة الشلالة شرقا.
وقد جاء ذكر هذه المدينة عند الجغرافيين القدامي، وممن ذكرها الحميري في كتابه الروض المعطار في خبر الأقطار، وجاءذكرها أيضا عند ابن فضل الله العمري في كتابه الكبير مسالك الأبصار في ممالك الأمصار وغيرهم من الرحالة والمؤرخين.
وقد كان بهذه المدينة أعلام كثر من جملتهم الإمام المحدث أبو محمد الأشيري أحد شيوخ مؤرخ دمشق ابن عساكر وكثيرًا مايروي عنه أخبار المغرب ومرويا في السنة وغيرها، وكانت أشير تابعة لأمويي الأندلس فكانت تتبع قرطبة وذلك زمن الناصر لدين الله خليفة الأندلس والمغرب الأوسط، وكان زيري بن مناد يميل مع القوى الكبرى المتنفذة في ذلك الزمن العبيديون قبل تسميهم بالفاطميين أو أمويو الأندلس أهل السنة والجماعة وأصحاب المدرسة المالكية وقطب الرحى في الحضارة أما العبيديون فقد كانوا شيعة رافضة أذاقوا المغرب عموما ويلات الخراب والدمار، جاء في كتاب العبر في أخبار من عبر عن محدث تونس والمغرب العلامة القابسي صاحب كتاب الملخص في شرح الموطأ وتلميذ أبي محمد بن أبي زيد القيرواني وصاحبه أن بني العبيديين قتلوا في سنة واحدة من أعلام المغرب وتونس 4000عالم ومحدث بسب واحد وهو أن العبيديين منعوا الترضي عن صحابة رسول الله صلى الله عليه وسلم فكان من شأن هؤلاء العلماء أن عارضوا العبيديين وترضوا جهارا نهارا على صحابة رسول الله صلى الله عليه وسلم فقتلوهم.
إن مدينة أشير كان يمتد سلطانها على جميع المغرب الأوسط بل حتى المغرب الأقصى حتى أن فاس كانت تحت ملكهم يوما ما.

## آشير تحت حكم الحماديين
استلم حماد ابن بلقين الحكم في أشير بعد أن قمع فتنة عام 391 هجري / 1000 ميلادي التي تزعمها خمسة من أخوته ضد ابن عمه باديس أمير إفريقية، وأخذ عهداً من ابن عمه «بعدم استعادة السلطة وإطلاق يده في امتلاك أشير والمغرب الأوسط وكل بلد يفتحه». (عبد الرحمن ابن خلدون، تاريخ البربر).
اغتنم حماد ابن بلقين فرصة الاستقلال هذه لكي يؤسس عاصمته: القلعة، وفي الوقت نفسه السلالة الحمادية.
استخلف آل زيري بن مناد الصنهاجي عن العبيديين المغرب الذي كان يشعل نارا بالفتن الناشئة عن النزاع القائم بين العبيديين والأمويين، وما كادوا يتغلبون على الأمويين حتى بدأ الخلاف بينهم، وبعد موت بولوغين تولى ابنه المنصور الحكم بدولته الزيرية وجعل حماد على رأس أشير والمسيلة) (حتى يرد هذا الأخير قبيلة زناته المتحالفة مع الأمويين.
بعد موت المنصور خلفه ابنه باديس الذي أبقى عمه حماد في عمله وأفراده فيه عام 387هـ، وكان باديس يستقدم عمه حماد على صبره ليطفئ الثورات، وفي سنة 395هـ خلفه لمحاربة زناته واشترط عليه حماد ولاية المغرب الأوسط وكل ما يتم فتحه على يديه، فقبل الشرط، وفي سنة 398هـ يختط حماد مدينته الجديدة (القلعة) وكان ينزل بها وبأشير.
هكذا ظل في المغرب الأوسط يقاتل زناته وينتصر عليها في أكثر من مرة فعظم صيته، وبلغ باديس فخشي أن يخرج عن طاعته وبعد تعيين المعز باديس 403هـ ولي للعهد لأبيه، أراد المعز أن يختبر حماد فأرسل إليه بأن يتنازل له عن مدينة قسنطينة والمدن المجاورة لها فأبى حماد ذلك ودخل في حرب أسفرت في الأخير عن تأسيس الدولة الحمادية.
كان آل زيري يبدون الولاء للعبيديين لكن الحقيقة كانت عكس ذلك وبدخول حماد قطع كل صلته معهم وادعى صراحة ولاءه لبني العباس.
وإثر هذا جهز باديس الجيش لقتال حماد الذي استطاع الانتصار عليه، فخرج باديس شخصيا لقتال عمه حماد فانتصر عليه حتى حاصره في القلعة.
وبينما كان حماد محاصراً، توفي باديس واستخلفه المعز، وسار المعز لقتال حماد سنة 408هـ وأخرجه من باغاي وجرح حماد واستطاع أن ينجو بنفسه.) (
مال حماد بعد هذه الواقعة إلى السلم وأرسل إلى المعز يعرض عليه طاعته فتم الصلح بينهما واستبقى المعز حماد على ملكه السابق.
وابتداءً من 408هـ تفرعت صنهاجة إلى دولتين:
- الدولة الزيرية التي حكمت في أفريقية
- الدولة الحمادية التي تولت الحكم في المغرب الأوسط

هذا الوضع المتأزم والصراع الدائم على السلطة أدى إلى عقد اتفاقيات بين طرفي النزاع مما يؤكد أهمية الاحتماء، فسمح ذلك بإيجاد طرق دفاعية لحماية العاصمة الجديدة قلعة بني حماد.
يمكننا أن نتساءل لماذا لم تتخذ أشير كعاصمة للدولة الحمادية رغم ما عرفت به من إستراتيجية الموقع وحصانتها الطبيعية وكونها نقطة وصل بين الشرق والغرب، من أفريقية إلى تيهرت وعلى الطريق التي تصل تلمسان بالأوراس. فيمكن أن يكون إبعادها كعاصمة إستراتيجية يعود لكونها منطقة آهلة بالحركة ثم أن القبائل الرحل الآتية من الشرق تهددها باستمرار، والمدينة تطل على أراضي زناته إلى جانب أن أشير كانت عاصمة الزيريين، كل هذا جعل حماد في اعتقادنا يبادر بإنشاء عاصمة جديدة ليبرهن في ذلك على استقلاله التام. كما أن الموقع الجديد يقع في موطن صنهاجة وهو يعرفه جيدا بأن طبيعته قاسية ومسالكه وعرة ويكمن حمايته بسهولة وبإعداد قليلة من الجند كونه موقع محصن طبيعياً.
بعد وفاة باديس بويع ابنه المعز 454هـ/1062م) (كخليفة لوالده الذي واصل مشواره الحربي ضد حماد إذ بمجرد وفاة باديس، قام حماد بالزحف على أشير التي خرجت عن سيطرته وكان ذلك الوقت بها كرامة الوصي المؤقت على عرش أفريقية بعد وفاة باديس، حيث تفاجأ بحماد على رأس قوة تعدادها 1500 مقاتل وقد انتهت بهزيمة كرامة وعودته إلى القيروان.)
وبعدها بعث حماد إلى باغاية أخاه إبراهيم ليلتقي بأيوب بن يطوفت ليحمل سلام حماد، ويعلن إليه أن ما حدث كان بقضاء الله (الحرب بينهما) وأنه وأخاه على طاعة المعز بن باديس وأخبره أن حماد يطلب الصلح منه، ويبعث له من يثق به من أجل أن يخلفه ويأخذ العهود المكتوبة ليطمئن، فصدقه أيوب وبعث معه أخاه حمامة وحبوس بن القائم بن حمامة وتبعهما غلام أيوب يورين، فغدر حماد بهم وجردهما من الثياب وألبسهم ثياب رثة، وقتل غلام أيوب الذي كان عنده أعز من الولد.) (
ثم زحف حماد لمحاصرة باغاية فبلغ الخبر بذلك المعز فزحف إليه وسارع بالعساكر إلى حماد وقاتله حتى هزمه وقتل أصحابه وأسر أخاه إبراهيم) (سنة 408هـ/1017م.
ونتيجة لانهزام حماد وتفرق أصحابه عنه طلب الصلح من المعز، ولكن المعز اشترط عليه أن يبعث ابنه كضمان على صدق نواياه، فبعث حماد ابنه القائد عام408هـ/ 1017م فعقد له المعز الصلح، واستقل حماد بذلك بعمل المسيلة وطبنة ومقرة ومرسى الدجاج وسوق حمزة وزواوة، ()وزاد النويري عليها مدينة دكة.()
وهكذا انتهت الحرب بينهما وانقسمت صنهاجة إلى دولتين: دولة آل زيري ودولة بني حماد ملوك القلعة.
وهكذا نعتبر تاريخ 408هـ/1017م هو التاريخ الفعلي لتأسيس قلعة بني حماد بعد الاعتراف الزيري بها.